# Национални конзервативизам
Национални конзервативизам или националконзервативизам је варијанта конзервативизма која комбинује елементе национализма.
За разлику од конзервативних партија које не стављају национални идентитет и патриотизам на прво место, национал-конзервативци доносе ове концепте у центар свог политичког деловања, иако мање радикални од националиста и још више од шовиниста и фашиста.
У Србији су национал-конзервативне странке и покрети: Ми - снага народа, Покрет обнове Краљевине Србије, Демократска странка Србије, Нема назад – иза је Србија, Нова Србија, Српски покрет обнове и Српска радикална странка.